# Quercus sumatrana
Quercus sumatrana là một loài thực vật có hoa trong họ Cử. Loài này được Soepadmo miêu tả khoa học đầu tiên năm 1966.

## Hình ảnh